# Excerpta Latina Barbari
Excerpta Latina Barbari — латинский перевод ранневизантийской хроники, выполненный в меровингской Галлии анонимным автором. Хроника была составлена в Александрии в царствование императоров Зенона (474—491) или Анастасия I (491—518) и охватывает период от Адама до 387 года, на котором внезапно прерывается. Современное название тексту («Отрывки на варварской латыни») дал французский гуманист XVII века Жозеф Скалигер, отметивший плохое владение переводчиком как греческого, так и латыни. Издание Скалигера вышло в 1606 году в составе «Thesaurus Temporum» по копии единственной сохранившейся рукописи. Следующие издания вышли только в конце XIX века (Альфред Шёне (Alfred Schoene) в 1875 году и Карл Фрик (Carl Frick) в 1892). По имени первого издателя произведение известно также как Barbarus Scaligeri.
Несмотря на несовершенство лингвистических познаний переводчика, ещё Скалигер отметил важность «Отрывков» для понимания христианской хронографической традиции после Юлия Африкана и Евсевия Кесарийского. В настоящее время считается, что в своих перечнях правителей, включённых во вторую часть труда, александрийский автор опирался преимущественно на утраченную «Хронографию» Африкана. Утверждение о том, что утраченный оригинал был именно греческим и написан в Александрии, основывается на ряде наблюдений. Прежде всего, это частые упоминания в тексте Александрии, церковных и гражданских правителей Египта, событий и построек этого города, египетской хронологической системы, а также другие отсылки к александрийским реалиям. Во-вторых, все идентифицированные заимствования «Отрывков» принадлежат греческим авторам. Множество греческих слов и имён собственных осталось не переведёнными, а некоторые из переведённых записаны с грамматическими особенностями греческого языка. И, наконец, ряд странных утверждений автора (как, например, что Аристофан был архитектором, или что Троя — это Солнце) могут быть объяснены его недостаточной способностью понимать греческий текст.
Появление «Выписок» относят либо к VIII веку, либо к VI—VII векам; последняя датировка предложена Фриком. Причины, сподвигнувшие неизвестного переводчика предпринять усилия по подготовке этой значительной по объёму компиляции (63 страницы in folio), не известны. Проект, по всей видимости, не был завершён, так как оставленные в рукописи места для иллюстраций не были заполнены.
Единственный манускрипт «Отрывков» известен с конца XVI века, когда он оказался в библиотеке Клода Дюпюи. В настоящее время рукопись хранится в Национальной библиотеке Франции под каталожным номером Paris. Lat. 4884.